# Коричневогрудый мухоед
Коричневогрудый мухоед (Xenotriccus callizonus) — вид птиц из семейства тиранновые.

## Распространение
Обитают в южной части Мексики, Гватемале и Сальвадоре. Естественной средой обитания являются субтропические или тропические сухие леса. Миграций эти птицы не совершают.
Угрозой для вида считают возможную утрату мест обитания.
МСОП присвоил коричневогрудому мухоеду охранный статус NT.

## Описание
Длина 11.5—12.5 см. Имеет оливковую корону с обычно заметным шипастым гребнем.

## Биология
Питаются насекомыми. В кладке 3 яйца. Эти птицы обычно хорошо прячутся и их замечают благодаря голоcу.